# Ганс Грюнберг
Ганс Грюнберг (нім. Hans Grünberg; 8 липня 1917 — 16 січня 1998) — німецький льотчик-ас винищувальної авіації, оберлейтенант люфтваффе. Кавалер Лицарського хреста Залізного хреста.

## Біографія
Після завершення льотної підготовки зарахований в 5-у ескадрилью 3-ї винищувальної ескадри «Удет». Учасник Німецько-радянської війни. Першу перемогу здобув 19 серпня 1942 року, збивши радянський бомбардувальник ДБ-3. До 23 квітня 1943 року мав на своєму рахунку 20 перемог. 5 липня 1943 року протягом одного дня збив 7 радянських літаків. 12 липня здобув свою 50-ту, а 1 серпня – 61-у перемогу. Під час боїв був збитий 4 рази. З 9 травня 1944 року — командир своєї ескадрильї. З 25 листопада 1944 року — командир новоствореної 1-ї ескадрильї 7-ї винищувальної ескадри. Всього час бойових дій здійснив приблизно 550 бойових вильотів і збив 82 літаки, з них 61 радянський і 14 чотиримоторних бомбардувальників.

## Нагороди
- Нагрудний знак пілота
- Залізний хрест 2-го і 1-го класу
- Нагрудний знак «За поранення» в чорному
- Нагрудний знак пілота (Угорщина)
- Почесний Кубок Люфтваффе (9 серпня 1943)
- Німецький хрест в золоті (31 серпня 1943)
- Лицарський хрест Залізного хреста (9 червня 1944) — за 70 перемог.
- Авіаційна планка винищувача в золоті з підвіскою